# Książęta legnicko-brzescy

Herb ks. legnicko-brzeskiego

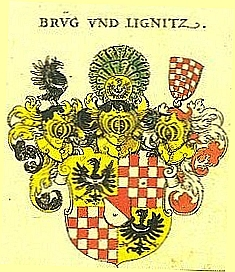
Herb ks. legnicko-brzeskiego

Książęta legnicko-brzescy w Księstwach: Legnickim i Brzeskim:

## Księstwo legnickie
Z księstwa wrocławskiego
- 1248–1278 – Bolesław II Rogatka (syn Henryka II Pobożnego, 1241–1248 Dolny Śląsk, 1241 Kraków, 1241–1247 pd.-zach. Wlkp., 1241–1249/1251 w Głogowie, od 1273 rezygnacja z Jawora, od 1277 w Środzie Śląskiej)

## Księstwo legnicko-brzeskie
- 1278–1296 – Henryk V Brzuchaty (syn, 1273–1278 Jawor, od 1278 Legnica, od 1290 Wrocław i Brzeg, 1290–1294 w Oleśnicy i Namysłowie)
- 1296–1352 – Bolesław III Rozrzutny (syn Henryka V, w Legnicy, Brzegu i Wrocławiu z braćmi do 1311, 1306–1307 w Kaliszu 1308–1311 w Opawie, od 1311 książę brzeski, 1312–1342 legnicki, 1323–1338 w Namysłowie, od 1329 dziedziczny lennik czeski)
- 1296–1301 – Bolko I Surowy (stryj, regent)
- 1301–1302 – Henryk z Wierzbna (bp wrocławski, regent)
- 1302–1305 – Wacław II z Przemyślidów (teść Bolesława III, regent)
- 1311–1312 – Władysław (brat, Legnica, usunięty, zm. po 1352)

## Księstwo brzeskie
- 1338–1398 – Ludwik I (syn Bolesława III, 1338–1342, razem z Wacławem I w Namysłowie, 1342–1345 z bratem Wacławem w księstwie legnickim, 1345–1346 w wyniku podziału Legnica, w latach 1346–1348/1349 bez przydziału, od 1348/1349 w Lubinie, od 1358 na połowie Brzegu i Oławy, od 1359 w Chojnowie, 1364–1373 regent w Legnicy, od 1368 całość księstwa brzesko-oławskiego, od 1373 w Kluczborku)
- 1352–1358 – Katarzyna Chorwacka (żona Bolesława III, Brzeg i Oława, oprawa wdowia)
- 1398–1399 – Henryk VII z Blizną (syn Ludwika I, od 1361/1362 koregent)

## Księstwo legnickie
- 1338–1364 – Wacław I (syn Bolesława III, 1338–1342 Namysłów razem z Bolesławem III, 1342–1345 z bratem Ludwikiem I wspólne rządy w Legnicy, 1345–1346 w wyniku podziału Chojnów i Złotoryja, 1346–1349 całość księstwa legnickiego, 1348/1349 strata Lubina, w roku 1358 połowa księstwa brzesko-oławskiego sprzedana linii świdnickiej, 1359 w wyniku nowego podziału Legnica i Złotoryja)
- 1364–1409 – Ruprecht I (syn, od 1373 formalne współrządy z braćmi, 1397–1401 regent w Głogowie)
- 1364–1373 – Ludwik I (stryj, regent, zm. 1398)
- 1373–1413 – Wacław II (syn Wacława I, do 1409 panujący tylko nominalnie, abdykował, biskup lubuski 1378–1382 i wrocławski 1382–1417, jako taki książę nysko-otmuchowski)
- 1373–1394 – Bolesław IV (brat, współrządca)
- 1373–1398 – Henryk VIII (brat, panujący tylko nominalnie, 1389–1398 biskup kujawski)
- od 1419 – połączenie z Brzegiem

## Księstwolubińskie
- 1349–1359 – Ludwik I brzeski, od 1538 na połowie Brzegu i Oławie. Fundator „Kodeksu lubińskiego” z ilustrowaną legendą o św. Jadwidze Śląskiej
- 1396–1419/1420 – Henryk IX (syn Henryka VII, 1396–1400 Kluczbork i Byczyna, 1399–1400 współrządy z Ludwikiem II w całości księstwa, od 1400 w wyniku podziału Lubin, Chojnów i Oława, 1404–1405 regencja w Legnicy)
- 1420–1431 – Rupert II (syn, Lubin i Chojnów)
- 1420–1423 – Wacław (brat, z Ludwikiem III Oława i Niemcza)
- 1420–1441 – Ludwik III (syn Henryka IX, od 1420 z bratem Wacławem w Oławie i Niemczy, od 1423 samodzielnie, od 1431 w Lubinie i Chojnowie)
- 1441–1454 – Małgorzata opolska (żona, Oława)
- 1441–1453 – Jan I (syn, z bratem Henrykiem X Lubin, Chojnów, 1443–1450 w Brzegu (potem zastawiony książętom opolskim), od 1446 strata Lubina zastawionego książętom głogowskim, od 1449 w Złotoryi)
- 1441–1452 – Henryk X (brat, współrządy, 1443–1450 w Brzegu (później zastawiony książętom opolskim), od 1449 w Złotoryi)
- 1505–1550 - Jerzy I Brzeski po podziale ojcowizny zostaje władcą Lubina i Brzegu. Po śmierci w 1521 oprawę wdowią otrzymuje małżonka Anna Pomorska, która rządziła Lubinem do swojej śmierci w 1550.

## Księstwo legnicko-brzeskie
- 1399–1436 – Ludwik II (syn Henryka VII, współrządca księstwa brzesko-oławskiego, od 1400 w wyniku podziału w Brzegu, Kluczborku i Byczynie, od 1419 w Legnicy i dożywotnio w Karniowie, od 1427 w Strzelinie, zastawił w 1434 książętom opolskim Kluczbork i Byczynę, 1404–1405 w niewoli saraceńskiej)
- 1436–1449 – Elżbieta Hohenzollern (żona, oprawa wdowia, w Brzegu)
- 1449–1454 – bunt patrycjatu, Legnica do korony czeskiej
- 1453–1488 – Fryderyk I (syn Jana, w Chojnowie i Strzelinie, od 1454 w Niemczy i Oławie, oraz w Legnicy, od 1481 książę brzeski, od 1482 w Lubinie)
- 1453–1466 – Jadwiga legnicka (matka, regentka, zm. 1471)
- 1488–1495 – Jan II (syn Fryderyka I, formalne współrządy w księstwie)
- 1488–1547 – Fryderyk II (syn Fryderyka I, od 1505 w wyniku podziału w Legnicy, Złotoryi, Chojnowie, od 1521 w Brzegu, od 1522 w Kluczborku, od 1528 w Ścinawie (dziedzicznie, potem stołeczna rola Wołowa) 1540–1544 w Głogowie, od 1542 w Ziębicach)
- 1488–1521 – Jerzy I (brat, od 1505 w wyniku podziału w Brzegu i Lubinie)
- 1488–1503 – Ludmiła Podiebrad (żona Fryderyka I, w Brzegu jako oprawie wdowiej, 1488–1498 regentka w Legnicy
- 1521–1550 – Anna pomorska (żona Jerzego I, oprawa wdowia na Lubinie)

## Księstwo legnickie
- 1547–1559 – Fryderyk III (syn Fryderyka II, w wyniku podziału w Legnicy, Chojnowie, Złotoryi, Ząbkowicach i od 1550 w Lubinie, 1551–1556 na wygnaniu, usunięty, zm. 1570)
- 1551–1556 – Henryk XI (syn, w całości księstwa, ustąpił)
- 1559–1581 – Henryk XI (ponownie, od 1571 współrządy z bratem Fryderykiem IV, (w latach 1576–1580 usunięty), usunięty, zm. 1588)
- 1571–1596 – Fryderyk IV (brat, współrządy z bratem (z wyjątkiem okresu 1576–1580 kiedy samodzielnie) do 1581, potem samodzielnie)
- od 1596 – księstwo legnickie do brzeskiego

## Księstwo brzeskie
- 1547–1586 – Jerzy II (syn Fryderyka II, w wyniku podziału Brzeg, Oława, Strzelin, Niemcza, Kluczbork i Ścinawa, 1551–1556 regent w Legnicy, 1548–1569 regent w Oleśnicy, od 1562 w Złotoryi)
- 1586–1595 – Barbara Hohenzollern (żona, oprawa wdowia na Brzegu)
- 1592–1594 – Anna Wirtemberska (żona Jana Jerzego, oprawa wdowia na Oławie)

## Księstwo legnicko-brzeskie
- 1586–1602 – Joachim Fryderyk (syn Jerzego II, Oława (bez okresu 1592–1594), do 1592 współrządy z bratem, od 1595 w Brzegu, od 1596 w Legnicy)
- 1586–1592 – Jan Jerzy (brat, współrządy z bratem)
- 1602–1605 – Anna Maria Anhalcka (matka, regentka)
- 1605–1609 – Karol II Podiebradowicz (wuj, regent)

## Księstwo brzeskie
- 1602–1639 – Jan Chrystian (syn Joachima Fryderyka, od 1612 w wyniku podziału Brzeg, Oława, Strzelin, Niemcza i Kluczbork, od 1633 tylko formalnie, na wygnaniu)
- 1633–1635 – Brzeg pod zarządem wojsk cesarskich
- 1635–1664 – Jerzy III (syn Jana Chrystiana, w księstwie brzeskim od 1639 współrządy z braćmi Ludwikiem IV i Chrystianem, od 1653 wspólnie z braćmi w Legnicy, od 1654 w wyniku podziału książę brzeski, od 1663 ponownie wraz z Chrystianem w Legnicy)

## Księstwo legnickie
- 1602–1653 – Jerzy Rudolf (syn Joachima Fryderyka, od 1612 w Legnicy i Złotoryi, od 1616 w Chojnowie, 1633–1648 na wygnaniu (okupacja wojsk cesarskich, choć formalnie Jerzy Rudolf sprawował dalej rządy))
- 1639–1663 – Ludwik IV (syn Jana Chrystiana, współrządy z braćmi Jerzym III i Chrystianem nad księstwem brzeskim, od 1653 z braćmi w Legnicy, w wyniku podziału 1654 samodzielny książę legnicki)

## Księstwo legnicko-brzeskie
- 1639–1672 – Chrystian (syn Jana Chrystiana, od 1639 wspólnie z braćmi w księstwie brzeskim, od 1653 dodatkowo w Legnicy, od 1654 w wyniku podziału w Oławie i Wołowie, od 1663 z Jerzym III w Legnicy, od 1664 samodzielnie w Brzegu i Legnicy)
  - Karolina Piastówna (1652-1707), córka,  księżniczka legnicko-brzeska, ostatnia z dynastii Piastów.
- 1672–1675 – Jerzy IV Wilhelm (syn)
- 1672–1680 – Ludwika Anhalcka (żona Chrystiana, matka, regentka w Legnicy i Brzegu, oprawia wdowia na Oławie i Wołowie)
- od 1675/1680 – połączenie księstwa legnicko-brzeskiego z domeną cesarską

## Księżna von Liegnitz
W 1824 r. król pruski Fryderyk Wilhelm III nadał swej morganatycznej żonie Auguście von Harrach (1800–1873) tytuł księżnej legnickiej (niem. Fürstin von Liegnitz) i hrabiny von Hohenzollern. Ze związku tego król nie miał potomstwa. Tytuł książąt legnickich wygasł wraz ze śmiercią Augusty w 1873 r. (zob w: Śląska szlachta i arystokracja).